# Ichneumon ochrocercus
Ichneumon ochrocercus är en stekelart som beskrevs av Gmelin 1790. Ichneumon ochrocercus ingår i släktet Ichneumon och familjen brokparasitsteklar. Inga underarter finns listade i Catalogue of Life.